# Consorti dei sovrani del Liechtenstein

## Principessa consorte di Liechtenstein

### Casato di Liechtenstein
| Immagine | Nome                                             | Padre                                                                           | Nascita           | Matrimonio       | Diventò Principessa                                 | Cessò di essere Principessa                                      | Morte             | Consorte                        |
| -------- | ------------------------------------------------ | ------------------------------------------------------------------------------- | ----------------- | ---------------- | --------------------------------------------------- | ---------------------------------------------------------------- | ----------------- | ------------------------------- |
|          | Anna Maria Šemberová von Boskovic und Černá Hora | Johann Šembera von Černá Hora, Barone von Boskovic (Černá Hora)                 | 1575              | 1590             | 20 dicembre 1608 il marito diventa principe sovrano | 6 giugno 1625                                                    | 6 giugno 1625     | Carlo I                         |
|          | Giovanna Beatrice di Dietrichstein-Nikolsburg    | Massimiliano, II principe di Dietrichstein (Dietrichstein-Nikolsburg)           | 1625              | 6 agosto 1644    | 6 agosto 1644                                       | 26 marzo 1676                                                    | 26 marzo 1676     | Carlo Eusebio                   |
|          | Erdmuthe di Dietrichstein-Nikolsburg             | Ferdinando Giuseppe, III principe di Dietrichstein (Dietrichstein-Nikolsburg)   | 17 aprile 1652    | 16 febbraio 1681 | 5 aprile 1684 ascesa del marito                     | 16 giugno 1712 morte del marito                                  | 15 marzo 1737     | Giovanni Adamo I                |
|          | Eleonora Barbara di Thun-Hohenstein              | Conte Michele Osvaldo di Thun und Hohenstein (Thun-Hohenstein)                  | 4 maggio 1661     | 15 ottobre 1679  | 12 marzo 1718 ascesa del marito                     | 11 ottobre 1721 morte del marito                                 | 10 febbraio 1723  | Antonio Floriano                |
|          | Maria Anna di Oettingen-Spielberg                | Francesco Alberto, I Principe di Oettingen-Spielberg (Oettingen-Spielberg)      | 21 settembre 1693 | 3 agosto 1716    | 11 ottobre 1721 ascesa del marito                   | 15 aprile 1729                                                   | 15 aprile 1729    | Giuseppe Giovanni Adamo         |
|          | Maria Anna Kottulinska von Kottulin              | Conte Franz Karl Kottulinsky, Barone von Kottulin und Krzizkowitz (Kottulinsky) | 12 maggio 1707    | 22 agosto 1729   | 22 agosto 1729                                      | 16 dicembre 1732 morte del marito                                | 6 febbraio 1788   | Giuseppe Giovanni Adamo         |
|          | Anna Maria del Liechtenstein                     | Antonio Floriano, Principe di Liechtenstein (Liechtenstein)                     | 11 settembre 1699 | 19 aprile 1718   | 16 dicembre 1732 riascesa del marito                | 6 luglio 1745 ascesa di Giovanni Nepomuceno Carlo (maggiore età) | 20 gennaio 1753   | Giuseppe Venceslao I (2° regno) |
|          | Maria Giuseppina di Harrach-Rohrau               | Conte Federico Augusto di Harrach-Rohrau (Harrach)                              | 20 novembre 1727  | 19 marzo 1744    | 6 luglio 1745 ascesa del marito (maggiore età)      | 22 dicembre 1748 morte del marito                                | 15 febbraio 1788  | Giovanni Nepomuceno Carlo       |
|          | Anna Maria del Liechtenstein                     | Antonio Floriano, Principe di Liechtenstein (Liechtenstein)                     | 11 settembre 1699 | 19 aprile 1718   | 22 dicembre 1748 riascesa del marito                | 20 gennaio 1753                                                  | 20 gennaio 1753   | Giuseppe Venceslao I (3° regno) |
|          | Leopoldina di Sternberg                          | Conte Francesco Filippo di Sternberg (Sternberg)                                | 11 dicembre 1733  | 6 luglio 1750    | 10 febbraio 1772 ascesa del marito                  | 18 agosto 1781 morte del marito                                  | 27 giugno 1809    | Francesco Giuseppe I            |
|          | Karoline von Manderscheid-Blankenheim            | Conte Johann Wilhelm von Manderscheid-Blankenheim (Manderscheid-Blankenheim)    | 14 novembre 1768  | 16 novembre 1783 | 16 novembre 1783                                    | 24 marzo 1805 morte del marito                                   | 11 June 1831      | Luigi I                         |
|          | Giuseppa di Fürstenberg-Weitra                   | Langravio Joachim Egon di Fürstenberg-Weitra (Fürstenberg)                      | 21 giugno 1776    | 12 aprile 1792   | 24 marzo 1805 ascesa del marito                     | 20 aprile 1836 morte del marito                                  | 23 febbraio 1848  | Giovanni I Giuseppe             |
|          | Franziska Kinsky von Wchinitz und Tettau         | Conte Franz de Paula Kinský z Vchynic a Tetova (Kinsky)                         | 8 agosto 1813     | 8 agosto 1831    | 20 aprile 1836 ascesa del marito                    | 12 novembre 1858 morte del marito                                | 5 febbraio 1881   | Luigi II                        |
|          | Elisabeth von Gutmann                            | Ritter Wilhelm Isak von Gutmann (Gutmann)                                       | 8 gennaio 1875    | 22 luglio 1929   | 22 luglio 1929                                      | 25 luglio 1938 morte del marito                                  | 28 settembre 1947 | Francesco I                     |
|          | Giorgina di Wilczek                              | Conte Ferdinand Maria di Wilczek (Wilczek)                                      | 24 ottobre 1921   | 7 marzo 1943     | 7 marzo 1943                                        | 18 ottobre 1989                                                  | 18 ottobre 1989   | Francesco Giuseppe II           |
|          | Marie Kinsky von Wchinitz und Tettau             | Conte Ferdinand Carl Kinský z Vchynic a Tetova (Kinsky)                         | 14 aprile 1940    | 30 luglio 1967   | 13 novembre 1989 ascesa del marito                  | 21 agosto 2021                                                   | 21 agosto 2021    | Giovanni Adamo II               |